# Carlos Valderrama
Carlos Alberto Valderrama (sinh 2 tháng 9 năm 1961 tại Santa Marta, Colombia) là một cựu cầu thủ bóng đá Colombia. Ông là một tiền vệ sáng tạo mà một vài nhà bình luận đã đánh giá là cầu thủ xuất sắc nhất trong lịch sử bóng đá Colombia.

## Sự nghiệp cầu thủ
Với biệt danh El Pibe (Cậu bé), Valderrama dễ nhận thấy bởi mái tóc xù nhuộm màu vàng cam và cách phân phối bóng cũng như phòng ngự đầy kĩ thuật. Một trong những khả năng tốt nhất của ông là có thể bao quát trận đấu cả khi đi bộ trên sân. Valderrama đeo băng đội trưởng của đội tuyển Colombia tại 3 kì World Cup liên tiếp 1990, 1994 và 1998, trước khi tuyên bố giải nghệ sự nghiệp quốc tế sau World Cup 1998, có được 111 lần khoác áo đội tuyển với 11 bàn thắng. Một ví dụ về tầm bao quát tuyệt vời của Valderrama tại World Cup 1990 ở Ý. Trong trận gặp Đức, Valderrama chuyền bóng cho Freddy Rincon khi đang ở vị trí thuận lợi không bị kèm. Ngay sau đó Rincon đã sút bóng qua hai chân của thủ môn đội Đức Bodo Illgner. Trận đấu kết thúc với tỉ số hoà 1-1 và Colombia lần đầu tiên lọt vào vòng 2 trong một Giải vô địch bóng đá thế giới. Colombia cũng là đội duy nhất trong giải này mà Đức không thắng được trên đường đoạt chức vô địch.
Valderrama bắt đầu sự nghiệp cầu thủ tại câu lạc bộ Unión Magdalena ở giải vô địch Colombia năm 1981. Ông cũng từng khoác áo Millonarios và Deportivo Cali trước khi chuyển sang chơi cho Montpellier ở Ligue 1 năm 1988. Từ Pháp, Valderrama trở về quê nhà đấu cho Independiente Medellín và Atlético Junior từ 1993 đến 1996. Trong khoảng thời gian này ông giành được chức vô địch bóng đá Colombia 2 lần với Atlético Junior năm 1993 và 1995. Sau đó ông sang Mỹ thi đấu lần lượt cho Tampa Bay Mutiny (1996-97, 2000-01), Miami Fusion (1998-99), và Colorado Rapids (2001-02). Tại Giải bóng đá nhà nghề Mỹ (MLS), Valderrama ghi không nhiều bàn thắng (16 bàn / 175 trận đấu) ở vị trí một tiền vệ, nhưng là cầu thủ có số đường chuyền quyết định nhiều nhất trong lịch sử (114). Năm 2005, ông có tên trong danh sách Đội hình tiêu biểu mọi thời đại của MLS.

## Giải nghệ cầu thủ
Tháng 2 năm 2004, Valderrama kết thúc sự nghiệp 22 năm thi đấu của mình bằng một trận đấu từ biệt tại sân vận động Metropolitan ở Barranquilla, với sự tham gia của một số cầu thủ nổi tiếng của bóng đá Nam Mỹ như Diego Maradona, Enzo Francescoli và José Luis Chilavert.
Sau khi giải nghệ, Valderrama vẫn còn gắn bó với bóng đá bằng việc điều hành một trường huấn luyện ở Barranquilla.

## Vinh danh
Ngoài việc lọt vào đội hình tiêu biểu của MLS, Valderrama là cầu thủ Colombia duy nhất có tên trong danh sách 125 cầu thủ còn sống xuất sắc nhất tháng 3 năm 2004.
Năm 2000 ông cũng được tạp chí bóng đá World Soccer bình chọn là một trong 100 cầu thủ của thế kỉ 20.

Bức tượng tôn vinh Carlos Valderrama tại Santa Marta, Colombia

Năm 2006 một bức tượng Valderrama bằng đồng cao khoảng 6 m 7 (22 foot) được dựng tại sân vận động Eduardo Santos tại quê nhà của ông Santa Marta, do nghệ sĩ Colombia Amilkar Ariza sáng tác.

## Đời tư
Valderrama đã lập gia đình và có ba con. Một trong những thú vui của ông ngoài bóng đá là được vẽ hình trên các loại phương tiện giao thông.

## Giải thưởng cá nhân
- Cầu thủ xuất sắc nhất Nam Mỹ (2 lần) (1987, 1993)
- Cúp bóng đá Pháp (1990)
- Vô địch Colombia (1993, 1995)
- Cầu thủ xuất sắc nhất MLS (1996)